# Ribeira Afonso
Ribeira Afonso ist ein Ort im Distrikt Cantagalo auf der Insel São Tomé im Inselstaat São Tomé und Príncipe. 2008 wurden 1621 Einwohner gezählt.

## Geographie
Der Ort liegt an der Ostküste von São Tomé am gleichnamigen Fluss, zwischen São João dos Angolares (SW) und Santo António (NO).